# 阪急9000系電車
阪急9000系電車（はんきゅう9000けいでんしゃ）は、2006年（平成18年）より製造を開始した阪急電鉄（阪急）の通勤形電車である。

## 概要
「すべてのお客様に快適な移動空間」をコンセプトとして、「快適な車内空間の提供、優れたサービス機器の導入、交通弱者に対するバリアフリー」を目的に開発された。基本編成の新造車としては、神戸線では1992年の8020F以来14年ぶり、宝塚線では1992年の8007F以来15年ぶりの導入となった。
京都線用の9300系と同様に日立製作所で製造され、2006年5月22日から5月25日にかけて正雀工場に第1編成（8両）が搬入された。
ファンクラブ会員のみを対象にした試乗会が神戸線で同年7月29日に実施され、7月31日に神戸線で営業運転を開始し、翌2007年（平成19年）9月18日に宝塚線でも営業運転を開始した。
編成は8両固定編成で、MT比は9300系と同じく3M5Tである。6000系・7000系・8000系・8200系 (2両組成車) との併結による10両編成運転も可能である。

## 車両概説

### 車体
A-trainをベースとしたアルミニウム合金製車体で、9300系と基本的なデザインは変わらないが、9300系より全長が100mm長く、全幅が50mm短くなっている。これは従来からの神宝線規格に合わせたものである。
窓高さは880mmとなっている。

### 内装
座席は全てロングシートで、座席に仕切り板を設置した。表地はゴールデンオリーブのテレンプに戻った。各車に車椅子スペースが設けられたが、収納式座席は設置されていない。
照明は9300系に引き続き間接照明で、9002編成以降は車内照明がLEDに変更された。また、貫通扉は9300系同様自動扉である。車内案内表示装置には液晶ディスプレイ（LCD）を採用し、千鳥配置で1両に3か所の側扉の上部にそれぞれ2基ずつ設置されている。

### 主要機器
制御装置や主電動機をはじめとした床下の電気機器は、神宝線用車両の慣例により東芝製である。本系列ではIGBT素子による純電気ブレーキ対応VVVFインバータを採用。主電動機定格出力は200kW、定格回転数は1,980rpm、最大回転数は4,716rpmである。9300系と同様に定速制御も装備している（阪急内部では惰行制御と呼称）。 
駆動装置はTDドライブとWNドライブが混在している。
台車には9300系に引き続き住友金属工業製FS565(電動台車)、FS065(付随台車)を採用し、ブレーキ装置には踏面片押し式ユニットブレーキユニットブレーキを装備している。
種別・行先表示器は正面・側面ともにフルカラー式LEDを採用した。表示形式はグラフィック方式を採用することで幕式と同じフォントを再現することが可能となり、「雲雀丘花屋敷」の表示で「雲」と「花」のみを大きい文字で表示するというように、幕式と同様の文字を強調した表示も可能となっている。なお、山陽電気鉄道との直通運転廃止後に製造されたが、「須磨浦公園」行きの表示も収録されていた（後継の1000系も同様。2019年の大阪梅田駅改称後に「夙川」行きに差し替え）。
マスコンハンドルは、8000系までは神宝線用車両の慣例により東芝製を採用していたが、本系列からは京都線用と同じ東洋電機製造製に変更された。
前照灯は当初はシールドビーム式のものだったが、2013年頃より順次HIDのものに更新された。

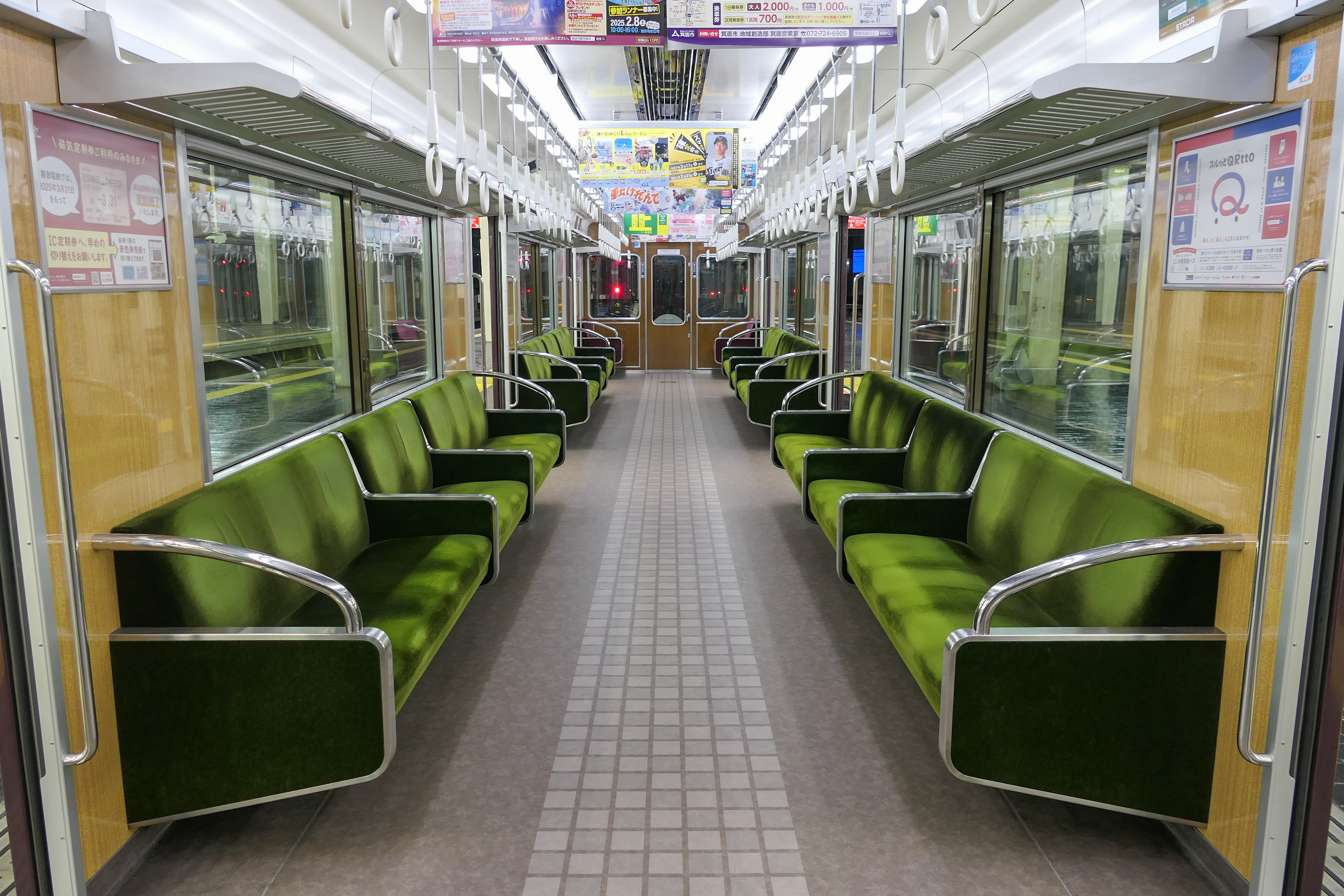
車内
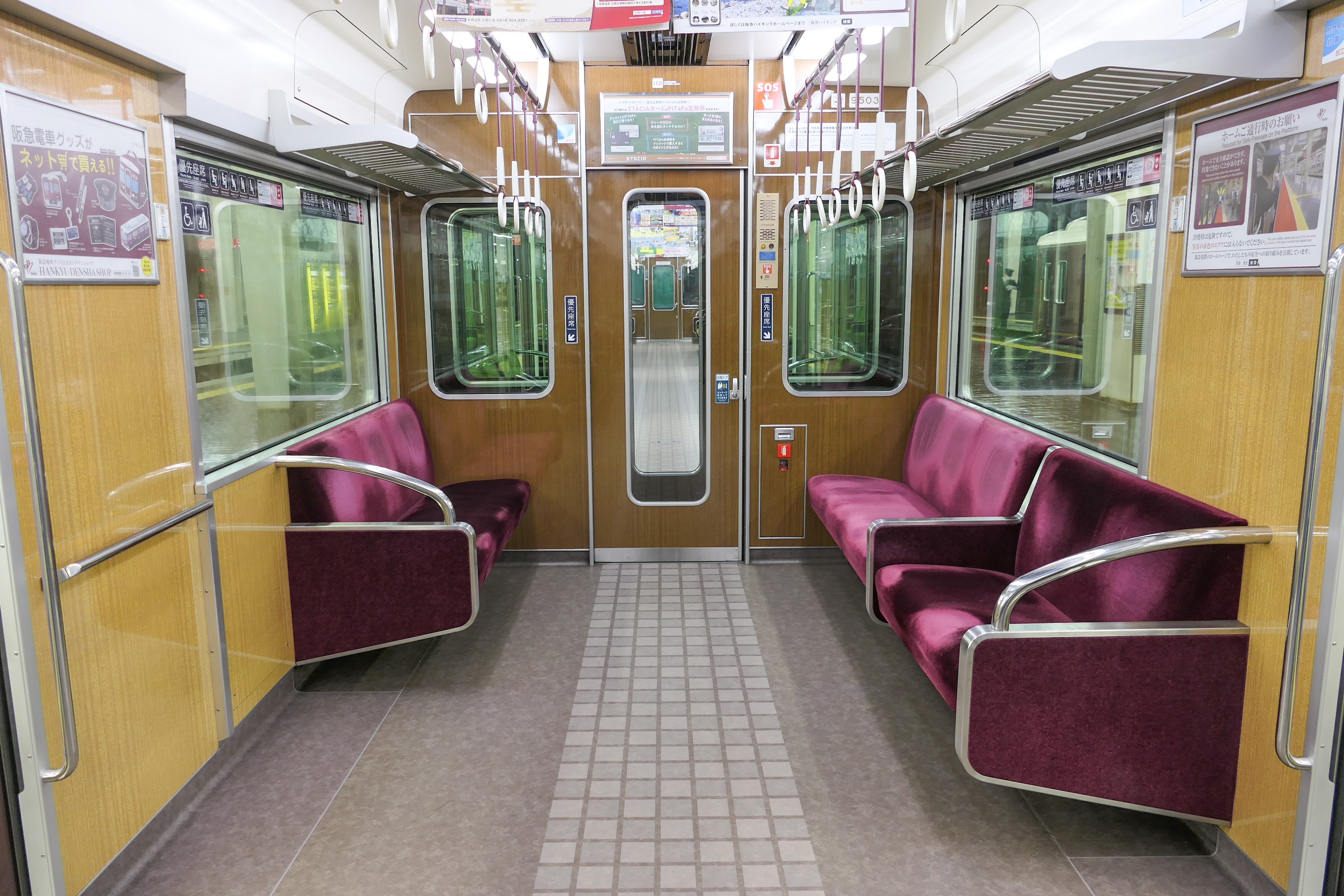
優先席
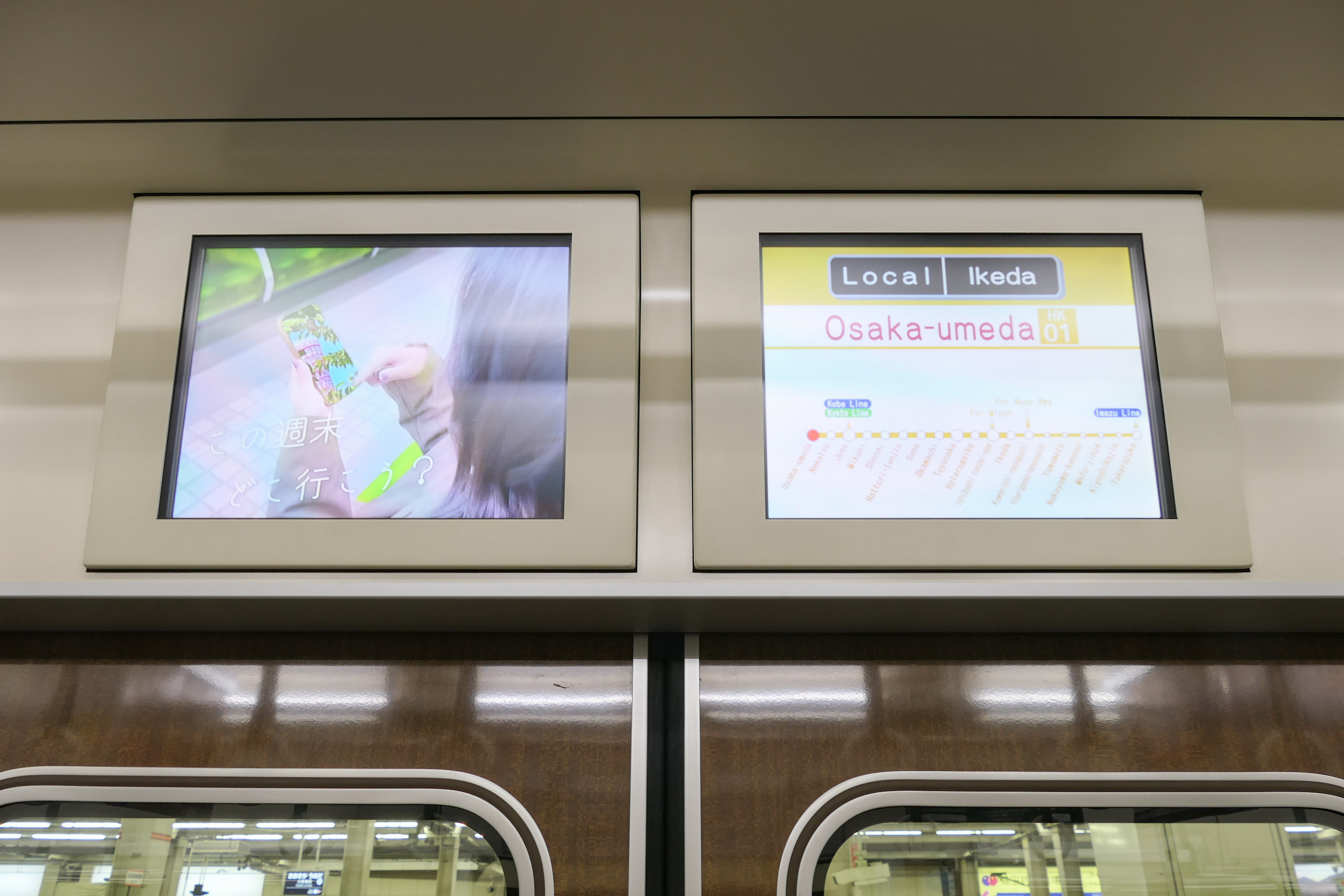
車内案内表示装置
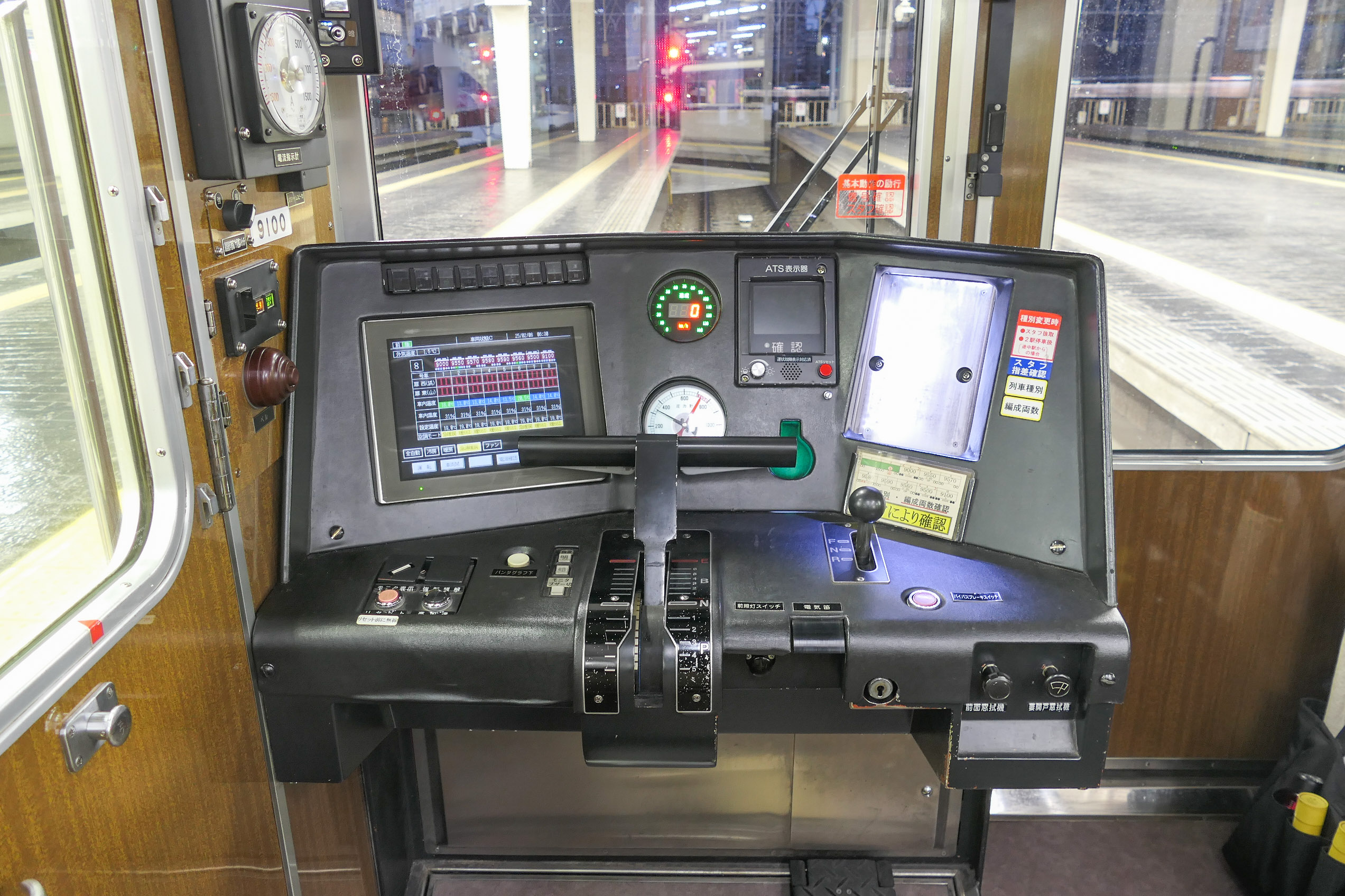
運転台
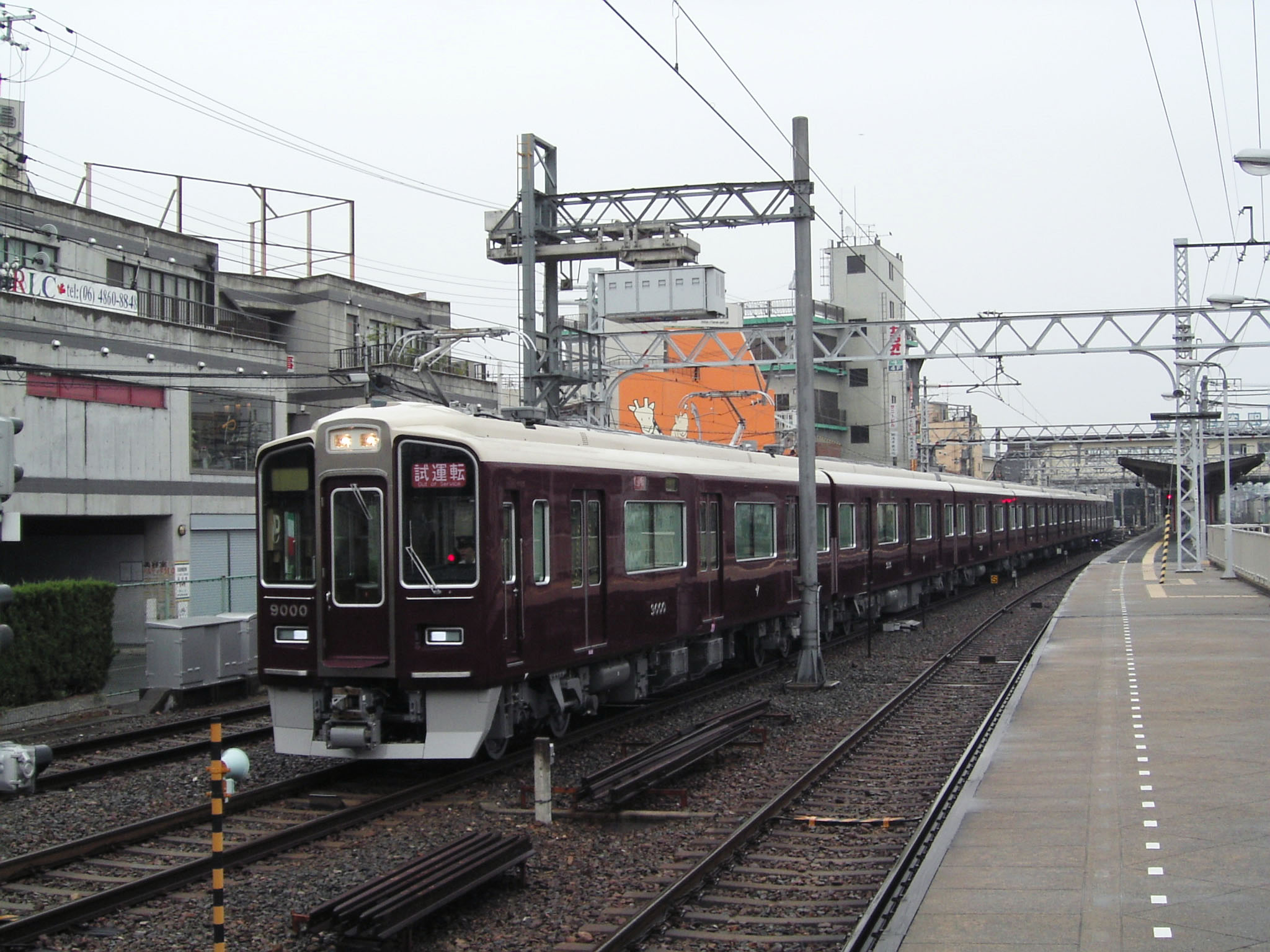
試運転中の9000F（正雀駅 にて。LED表示のフォントが現在と違う）

## 形式
2017年9月に形式呼称が変更された。右が変更後の形式。電動車は、2017年ごろより可とう歯車継手変更の改造が進められており、改造後は形式末尾に「-1」が追加されている。なお、新形式呼称でのハイフン以下の枝分けは、2021年以降は廃止された。
9000形/Mc9000形
大阪梅田駅寄りの制御電動車（Mc1）。VVVFインバータ2組、蓄電池とシングルアーム式パンタグラフを搭載。
9100形/Mc9100形
新開地駅、宝塚駅寄りの制御電動車（Mc2）。VVVFインバータ2組と蓄電池を搭載。
9500形/M9500形
新開地駅・宝塚駅寄りから2両目に連結される中間電動車（M1）。VVVFインバータ2組、蓄電池とシングルアーム式パンタグラフを搭載。
9550形・9560形/T9550形
補助電源装置として静止形インバータ2組と電動空気圧縮機を搭載する中間付随車（T1）。9550形は梅田駅寄りから2両目、9560形は新開地駅・宝塚駅寄りから3両目に連結される。
9570形/T9570形
特別な機器は搭載しない中間付随車（T2）。

## 在籍数
2024年4月1日時点では、8両編成11本が在籍しており、そのうち6編成が宝塚線、5編成が神戸線に所属していた。
全編成に神戸・宝塚両線の方向幕を装備しており、2016年現在、以下の編成が相手路線への貸し出し経歴を持っている。2017年以降は神宝線間の車両貸し出しは1000系1010F・1012Fが担っている。
9010Fは元々は宝塚線所属であったが、2025年3月に神戸線に転属した。
- 宝塚線→神戸線へ貸出
  - 9001F - 2012年12月3日〜2013年2月28日[8][9][注 2]、2015年4月16日〜5月20日
  - 9003F - 2013年3月19日〜12月13日[10]
  - 9007F - 2013年7月3日〜22日[11]

- 神戸線→宝塚線へ貸出
  - 9002F - 2014年7月10日〜9月9日[12]、2015年3月3日〜6日、2016年11月2日〜2017年5月25日
  - 9004F - 2012年10月1日〜10日[13]、2013年12月18日〜25日、2014年10月21日〜11月1日、2015年1月13日〜28日、2016年1月12日〜3月24日[14]、2016年4月15日〜10月4日
  - 9006F - 2016年11月9日〜2017年4月13日[15]
  - 9008F - 2015年6月3日〜9月28日

## 編成
2024年4月1日現在。
| ← 大阪梅田神戸三宮(新開地)・宝塚 → | ← 大阪梅田神戸三宮(新開地)・宝塚 → | ← 大阪梅田神戸三宮(新開地)・宝塚 → | ← 大阪梅田神戸三宮(新開地)・宝塚 → | ← 大阪梅田神戸三宮(新開地)・宝塚 → | ← 大阪梅田神戸三宮(新開地)・宝塚 → | ← 大阪梅田神戸三宮(新開地)・宝塚 → | ← 大阪梅田神戸三宮(新開地)・宝塚 → | 竣工           | 所属   | 備考                             |
| 9000 (Mc1)                         | 9550 (T1)                          | 9570 (T2)                          | 9580 (T2)                          | 9590 (T2)                          | 9560 (T1)                          | 9500 (M1)                          | 9100 (Mc2)                         | 竣工           | 所属   | 備考                             |
| 9000                               | 9550                               | 9570                               | 9580                               | 9590                               | 9560                               | 9500                               | 9100                               | 2006年7月25日  | 神戸線 | 本編成のみ、荷物棚の形状が異なる |
| 9001                               | 9551                               | 9571                               | 9581                               | 9591                               | 9561                               | 9501                               | 9101                               | 2007年9月14日  | 宝塚線 |                                  |
| 9002                               | 9552                               | 9572                               | 9582                               | 9592                               | 9562                               | 9502                               | 9102                               | 2010年12月15日 | 神戸線 | 本編成以降車内LED照明を採用      |
| 9003                               | 9553                               | 9573                               | 9583                               | 9593                               | 9563                               | 9503                               | 9103                               | 2011年3月25日  | 宝塚線 | 艤装工事はアルナ車両が担当       |
| 9004                               | 9554                               | 9574                               | 9584                               | 9594                               | 9564                               | 9504                               | 9104                               | 2011年6月24日  | 神戸線 |                                  |
| 9005                               | 9555                               | 9575                               | 9585                               | 9595                               | 9565                               | 9505                               | 9105                               | 2011年12月12日 | 宝塚線 |                                  |
| 9006                               | 9556                               | 9576                               | 9586                               | 9596                               | 9566                               | 9506                               | 9106                               | 2012年2月7日   | 神戸線 | 艤装工事はアルナ車両が担当       |
| 9007                               | 9557                               | 9577                               | 9587                               | 9597                               | 9567                               | 9507                               | 9107                               | 2012年6月1日   | 宝塚線 |                                  |
| 9008                               | 9558                               | 9578                               | 9588                               | 9598                               | 9568                               | 9508                               | 9108                               | 2012年10月29日 | 神戸線 | 艤装工事はアルナ車両が担当       |
| 9009                               | 9559                               | 9579                               | 9589                               | 9599                               | 9569                               | 9509                               | 9109                               | 2013年3月15日  | 宝塚線 | 手すりの形状が変更されている     |
| 9010                               | 9650                               | 9670                               | 9680                               | 9690                               | 9660                               | 9510                               | 9110                               | 2013年3月27日  | 宝塚線 | 手すりの形状が変更されている     |

2025年4月1日現在。
| ← 大阪梅田神戸三宮(新開地)・宝塚 → | ← 大阪梅田神戸三宮(新開地)・宝塚 → | ← 大阪梅田神戸三宮(新開地)・宝塚 → | ← 大阪梅田神戸三宮(新開地)・宝塚 → | ← 大阪梅田神戸三宮(新開地)・宝塚 → | ← 大阪梅田神戸三宮(新開地)・宝塚 → | ← 大阪梅田神戸三宮(新開地)・宝塚 → | ← 大阪梅田神戸三宮(新開地)・宝塚 → | 竣工           | 所属   | 備考                             |
| 9000 (Mc1)                         | 9550 (T1)                          | 9570 (T2)                          | 9580 (T2)                          | 9590 (T2)                          | 9560 (T1)                          | 9500 (M1)                          | 9100 (Mc2)                         | 竣工           | 所属   | 備考                             |
| 9000                               | 9550                               | 9570                               | 9580                               | 9590                               | 9560                               | 9500                               | 9100                               | 2006年7月25日  | 神戸線 | 本編成のみ、荷物棚の形状が異なる |
| 9001                               | 9551                               | 9571                               | 9581                               | 9591                               | 9561                               | 9501                               | 9101                               | 2007年9月14日  | 宝塚線 |                                  |
| 9002                               | 9552                               | 9572                               | 9582                               | 9592                               | 9562                               | 9502                               | 9102                               | 2010年12月15日 | 神戸線 | 本編成以降車内LED照明を採用      |
| 9003                               | 9553                               | 9573                               | 9583                               | 9593                               | 9563                               | 9503                               | 9103                               | 2011年3月25日  | 宝塚線 | 艤装工事はアルナ車両が担当       |
| 9004                               | 9554                               | 9574                               | 9584                               | 9594                               | 9564                               | 9504                               | 9104                               | 2011年6月24日  | 神戸線 |                                  |
| 9005                               | 9555                               | 9575                               | 9585                               | 9595                               | 9565                               | 9505                               | 9105                               | 2011年12月12日 | 宝塚線 |                                  |
| 9006                               | 9556                               | 9576                               | 9586                               | 9596                               | 9566                               | 9506                               | 9106                               | 2012年2月7日   | 神戸線 | 艤装工事はアルナ車両が担当       |
| 9007                               | 9557                               | 9577                               | 9587                               | 9597                               | 9567                               | 9507                               | 9107                               | 2012年6月1日   | 宝塚線 |                                  |
| 9008                               | 9558                               | 9578                               | 9588                               | 9598                               | 9568                               | 9508                               | 9108                               | 2012年10月29日 | 神戸線 | 艤装工事はアルナ車両が担当       |
| 9009                               | 9559                               | 9579                               | 9589                               | 9599                               | 9569                               | 9509                               | 9109                               | 2013年3月15日  | 宝塚線 | 手すりの形状が変更されている     |
| 9010                               | 9650                               | 9670                               | 9680                               | 9690                               | 9660                               | 9510                               | 9110                               | 2013年3月27日  | 神戸線 | 手すりの形状が変更されている     |

## 装飾車両
9002Fは2010年12月17日の営業開始から2011年3月31日まで、「未来のあかり号」としてラッピングを施して運行された。
2014年3月21日から12月24日まで宝塚線の9009Fが、今津線の7000系7001Fとともに、宝塚歌劇100周年を記念したラッピング列車「宝塚歌劇トレイン」として運行された。
2020年11月26日から2021年2月15日まで、絵本『リサとガスパール』の日本出版20周年を記念し実施されたスタンプラリーに合わせ、各線1編成ずつにオリジナルヘッドマークが掲示され、神戸線では9000F、宝塚線では9007Fに掲げられた。

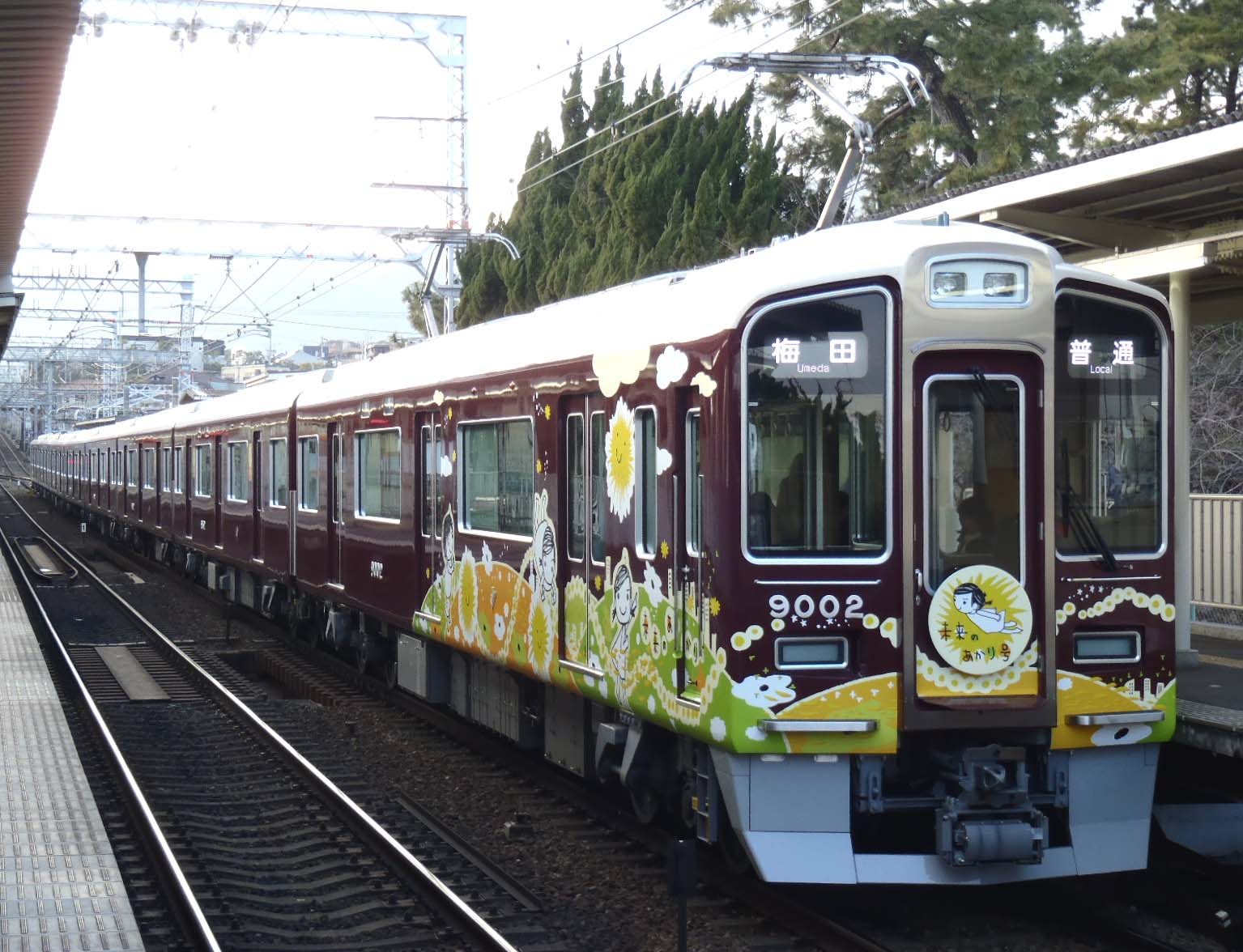
9002F「未来のあかり号」
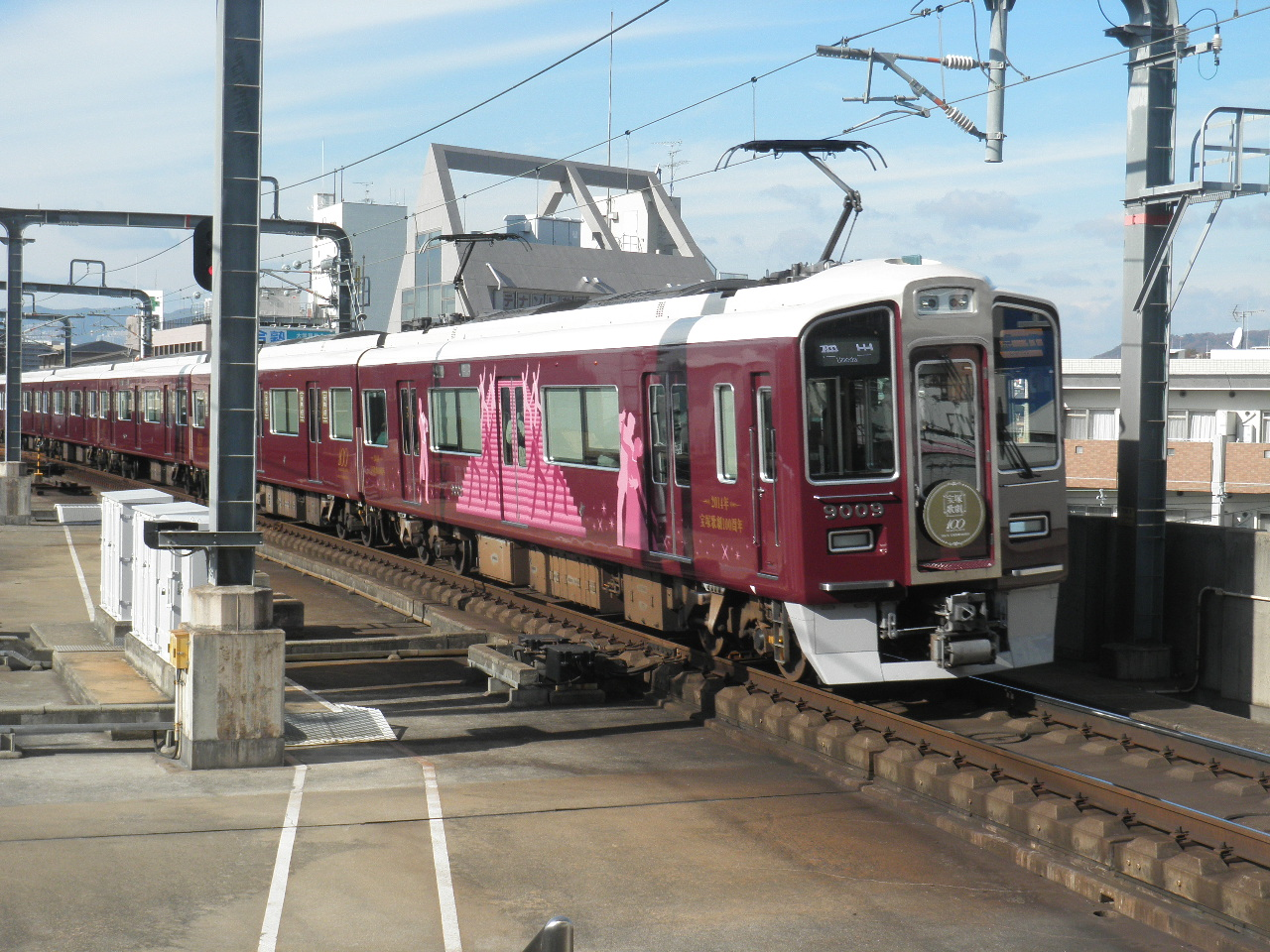
9009F「宝塚歌劇トレイン」
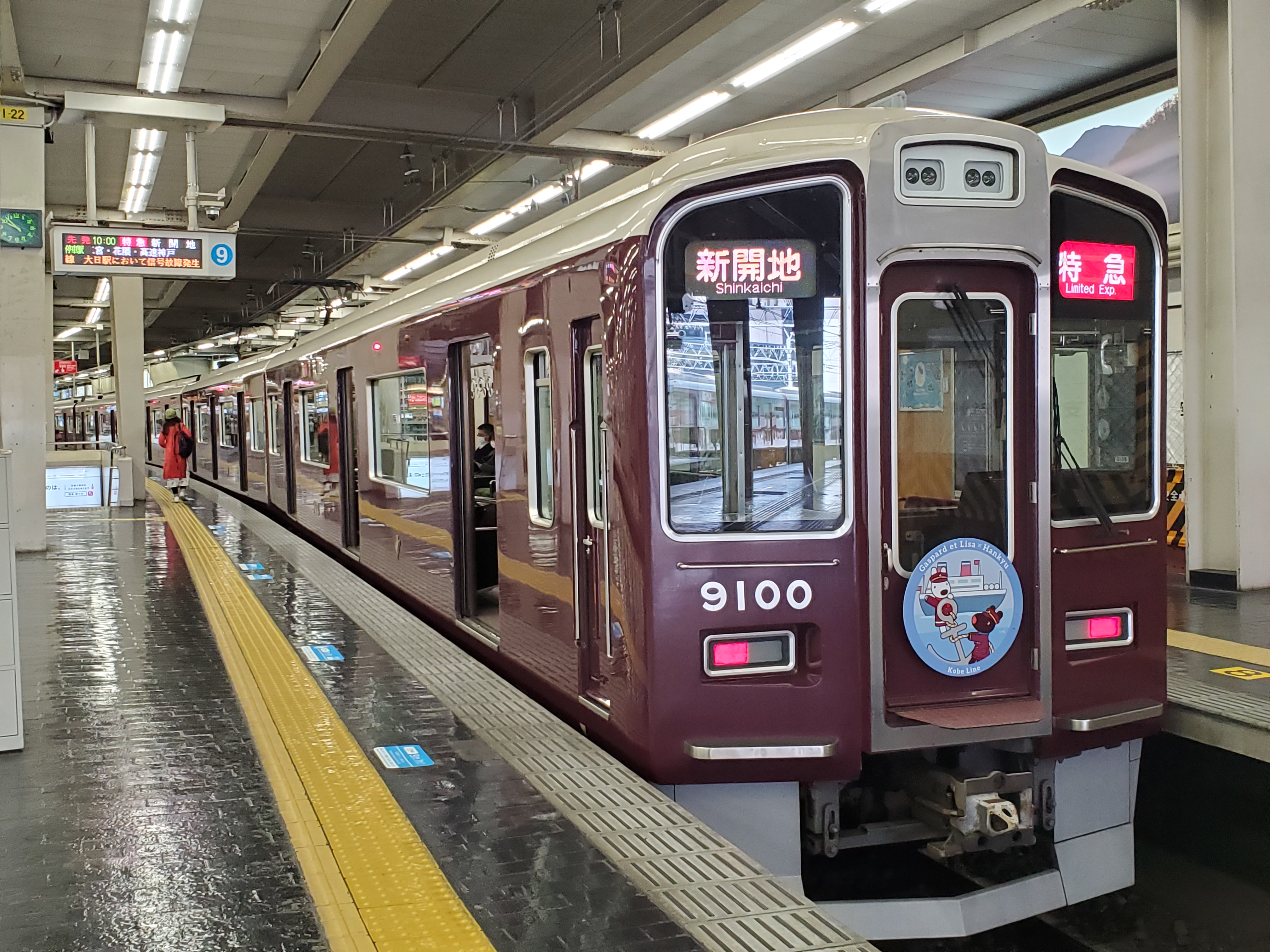
阪急9000F リサとガスパール
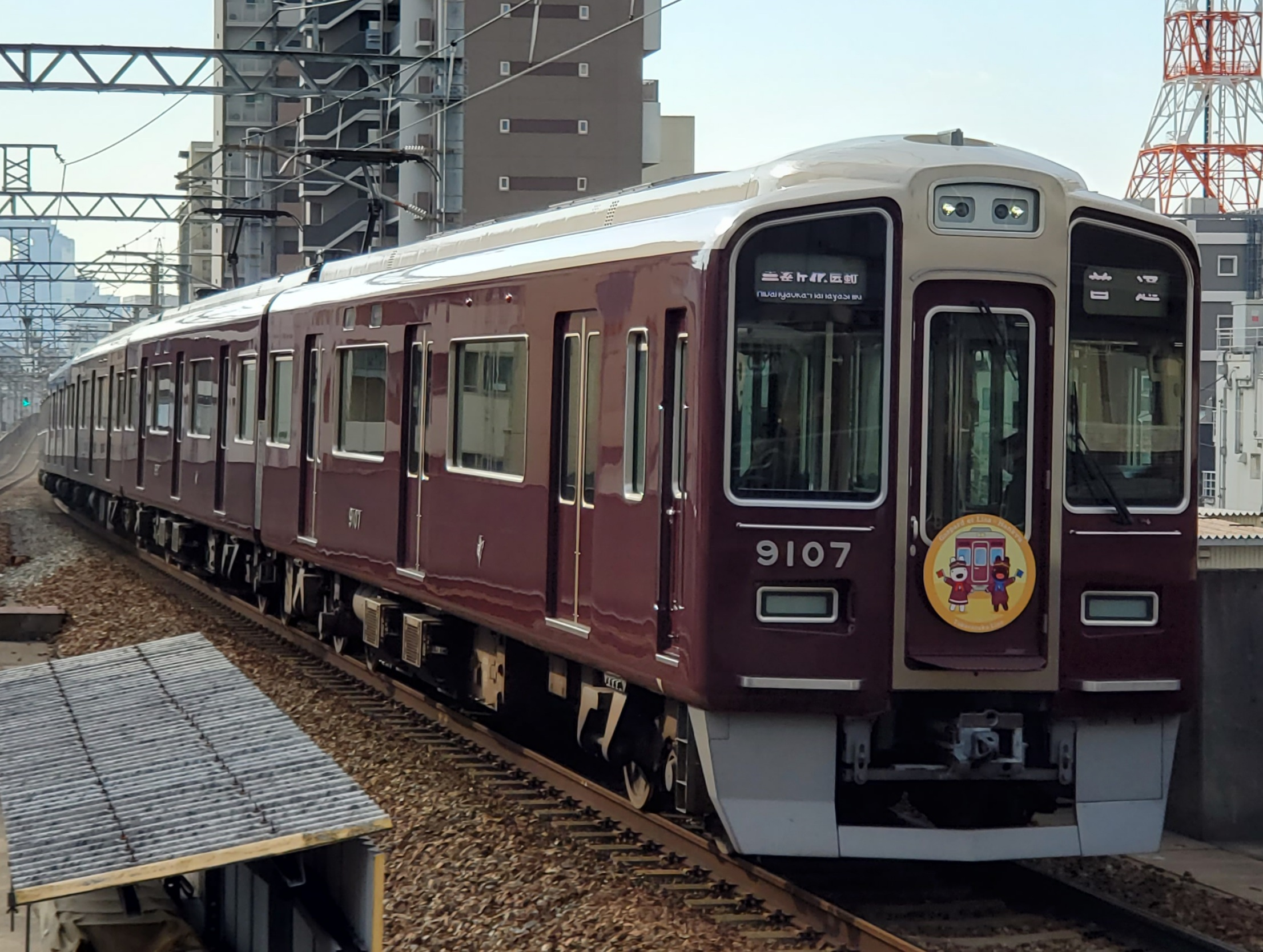
阪急9007F リサとガスパール

## その他
2011年3月27日には、9003Fの導入を記念したイベントが箕面駅で開催され、それに伴う臨時列車（梅田発箕面ゆき臨時）が同編成を使用して運行された。